# Kiyoto Sato
 (août 2013).
Pour les articles homonymes, voir Sato.
Kiyoto Sato est un peintre abstrait japonais du XXe siècle né en 1941. Ses origines ne sont pas mentionnées dans ce dictionnaire, et on ne sait rien de la vie de cet artiste malgré son appartenance au XXe siècle

## Biographie
Il figure à diverses manifestations de groupe :
- de 1960 à 1968, Expositions d'Art japonais contemporain au Musée d'art moderne de Tokyo.
- depuis 1970, Expositions internationales des jeunes artistes à Tokyo.
- en 1974, Exposition d'art japonais d'aujourd'hui, Musée d'Art Contemporain de Montréal. En 1968-69, il reçoit le prix de la Société d'Art Moderne, dont il est membre depuis 1972[1].